# 卡尼斯蒂奧森特 (紐約州)
卡尼斯蒂奧森特（英語：Canisteo Center）是位於美國紐約州斯托本縣的非建制地區。

## 歷史
卡尼斯蒂奧森特的郵局於1851年設立，其後於1876年停運。

## 地理
卡尼斯蒂奧森特所處的海拔為高於海平面346米（即1135英呎），而該地所採用的時區為UTC-5，即北美东部时区（EST）。同時該地設有夏令時間，為UTC-5調快一小時，即UTC-4（EDT）。